# Jawa Tengah
Jawa Tengah är en provins på centrala Java i Indonesien. Folkmängden uppgick 2010 till cirka 32 miljoner invånare, och den administrativa huvudorten är Semarang. Provinsens yta uppgår till 32 544,12 km².

## Administrativ indelning
Provinsen är indelad i 29 distrikt och 6 städer.
Distrikt (Kabupaten)
- Banjarnegara, Banyumas, Batang, Blora, Boyolali, Brebes, Cilacap, Demak, Grobogan, Jepara, Karanganyar, Kebumen, Kendal, Klaten, Kudus, Magelang, Pati, Pekalongan, Pemalang, Purbalingga, Purworejo, Rembang, Semarang, Sragen, Sukoharjo, Tegal, Temanggung, Wonogiri, Wonosobo

Städer (Kota)
- Magelang, Pekalongan, Salatiga, Semarang, Surakarta, Tegal